# Louis-Jean Delmas
Pour les articles homonymes, voir Delmas.
Ne doit pas être confondu avec Louis-Alexis Delmas.
Louis-Jean Delmas, né le 3 septembre 1906 à Montaigu-de-Quercy et mort le 23 mars 2002 à Montauban, est un homme politique français, député de Tarn-et-Garonne et président du conseil général.

## Biographie
Député en 1962, il prend la mairie de Montauban en mars 1965. Il perd son siège de député en 1968, et n'est pas élu en 1973.
Aux sénatoriales de 1977, Louis Delmas met en ballotage le candidat radical, Pierre Tajan, qui l'emporte au second tour. 
À 76 ans, il ne se représente pas aux élections municipales de 1983, laissant la mairie à Hubert Gouze.
Il entre au conseil général en 1963, pour le canton de Montauban-Ouest. Il profite d'une fronde contre la présidente radicale Évelyne Baylet pour prendre la tête de l'assemblée départementale au bénéfice de l'âge entre 1982 et 1985. Il siège comme conseiller général jusqu'en 1988.